# عبد الرؤوف السجيني
عبد الرؤوف بن محمد بن عبد الرحمن بن أحمد السجيني الشافعي شيخ الأزهر التاسع ويلقب بالسجيني نسبة إلى بلدته وكنيته أبو الجود. وقد لقبه الجبرتي في كتابه «عجائب الآثار في التراجم والأخبار» بالإمام العلامة الفقيه النبيه شيخ الإسلام وعمدة الأنام، حيث كان للأزهر أدوار تتعدى الدور الديني ليحتل مكانة سياسية واجتماعية وشعبية. ومن أحفاده الراحل جمال السجيني.

## مولده ونشأته
ولد ببلدة سجين الكوم بمحافظة الغربية سنة 1104 هـ. كان من أسرة اشتهرت بالعلم، وكان أستاذه الأكبر عمه الشيخ الشمس السجيني، فقد كان عمه فقيهًا نحويًّا أصوليًّا شافعيًّا، ولازمه حتى تخرج على يديه، وأنه خلفه في دراسة (منهج الطلاب للأنصاري) فقد كان من الكتب المقررة الهامة في مذهب الشافعي بالأزهر.

## من مواقفه
كان الشيخ السجيني ذا مكانة عالية، وقد اشتهر ذكره قبل ولايته لمشيخة الأزهر بسبب حادثة وقعت في ذلك الحين، ذكرها الجبرتي في تاريخه، وخلاصتها أن أحد التجار بخان الخليلي تشاجر مع خادم فضربه الخادم وفَرَّ من أمامه فتبعه هو وآخرون من التجار، فدخل إلى بيت الشيخ السجيني لائذًا به، فاقتحم التجار البيت وضربه التاجر برصاصة أخطأته وأصابت شخصًا من أقارب الشيخ السجيني إصابة قاتلة فهرب الضارب، وطلبه الشيخ وأقاربه فامتنع عليهم، وتعصب له أهل خطته وأبناء جنسه، فاهتمَّ الشيخ السجيني بالأمر، وجمع المشايخ والقاضي، وحضر بهم جماعة من أمراء الوجاقلية، وانضمَّ إليهم الكثير من العامة، وثارت فتنة غلَّق الناس فيها الأسواق والحوانيت، واعتصم أهل خان الخليلي بدائرتهم وأحاط بهم الناس من كل جهة، وحضر أهل بولاق، وأهل مصر القديمة، وحدث صدام قتل فيه من الفريقين عدة أشخاص، واستمرَّ الحال على ذلك أسبوعًا. ثم اجتمع ذوو الرأي بالمحكمة الكبرى، وانتهى الأمر بالصلح.

## توليه مشيخة الأزهر
تولى الشيخ السجيني مشيخة الأزهر سنة 1181 هـ، عقب وفاة الشيخ الحفني، ولكنه انتقل إلى رحمة ربه في العام التالي. كان الشيخ قبل ولايته لمشيخة الأزهر، تولَّى مشيخة رواق الشراقوة بالأزهر، وظل شيخًا له حتى بعد ولايته لمشيخة الأزهر، فلما مات خلفه فيه ابن أخته الشيخ محمد بن إبراهيم بن يوسف الهيتمي السجيني.

## وفاته
توفى في الرابع عشر من شوال سنة ١١٨٧ هـ كما جاء فى الخطط التوفيقية لعلى مبارك .وذلك عن عمر ٨٣عاما. وصلي عليه بالأزهر ودفن بجوار عمه بأعلى البستان.وهى الان مقابر المجاورين.